# Qualificazioni al campionato mondiale femminile di calcio 2011 - UEFA - Fase a gironi, gruppo 5
Il gruppo 5 della sezione UEFA della qualificazioni al campionato mondiale femminile di calcio 2011 è composto da cinque squadre: Austria, Inghilterra, Malta, Spagna e Turchia.

## Formula
Le cinque squadre si affrontano in un girone all'italiana con partite di andata e ritorno, per un totale di 8 partite. La squadra prima classificata si qualifica direttamente alla fase finale del torneo, mentre la seconda classificata accede ai play-off qualificazione solamente se è tra le prime quattro tra le seconde classificate dei sette gruppi di qualificazione.
In caso di parità di punti tra due o più squadre di uno stesso gruppo, le posizioni in classifica vengono determinate prendendo in considerazione, nell'ordine, i seguenti criteri:
1. maggiore numero di punti negli scontri diretti tra le squadre interessate (classifica avulsa);
2. migliore differenza reti negli scontri diretti tra le squadre interessate (classifica avulsa);
3. maggiore numero di reti segnate negli scontri diretti tra le squadre interessate (classifica avulsa);
4. maggiore numero di reti segnate in trasferta negli scontri diretti tra le squadre interessate (classifica avulsa), valido solo per il turno di qualificazione a gironi;
5. se, dopo aver applicato i criteri dall'1 al 4, ci sono squadre ancora in parità di punti, i criteri dall'1 al 4 si riapplicano alle sole squadre in questione. Se continua a persistere la parità, si procede con i criteri dal 6 all'11;
6. migliore differenza reti;
7. maggiore numero di reti segnate;
8. maggiore numero di reti segnate in trasferta (valido solo per il turno di qualificazione a gironi);
9. tiri di rigore se le due squadre sono a parità di punti al termine dell'ultima giornata (valido solo per il turno preliminare e solo per decidere la qualificazione al turno successivo);
10. classifica del fair play (cartellino rosso = 3 punti, cartellino giallo = 1 punto, espulsione per doppia ammonizione = 3 punti);
11. posizione del ranking UEFA o sorteggio.

## Classifica finale
| Pos | Squadra     | Pt | G | V | N | P | GF | GS | DR  |
| --- | ----------- | -- | - | - | - | - | -- | -- | --- |
| 1.  | Inghilterra | 22 | 8 | 7 | 1 | 0 | 30 | 2  | +28 |
| 2.  | Spagna      | 19 | 8 | 6 | 1 | 1 | 37 | 4  | +33 |
| 3.  | Austria     | 10 | 8 | 3 | 1 | 4 | 14 | 12 | +2  |
| 4.  | Turchia     | 7  | 8 | 2 | 1 | 5 | 10 | 23 | -13 |
| 5.  | Malta       | 0  | 8 | 0 | 0 | 8 | 1  | 51 | -50 |

## Risultati
| Arbitro: | Silvia Tea Spinelli |

|  |           | |
|  | Marcatori | 6’ Meseguer 11’, 19’, 30’, 51’ Martín 26’, 36’, 38’ Bermúdez 31’, 68’, 90+3’ Romero 53’, 75’ Boquete |

| Arbitro: | Natalia Avdonchenko |

|                         |           |  |
| Bermúdez 20’ Martín 32’ | Marcatori |  |

| Arbitro: | Florence Guillemin |

|                                                                              |           |  |
| F. White 8’ F. Williams 21’, 39’, 66’ Clarke 37’, 76’ Westwood 78’ Unitt 87’ | Marcatori |  |

| Arbitro: | Bibiana Steinhaus |

|  |           |            |
|  | Marcatori | 49’ Martín |

| Arbitro: | Paula Thörn |

|  |           |                 |
|  | Marcatori | 11’, 48’ Aigner |

| Arbitro: | Aneliya Sinabova |

|  |           |                                                      |
|  | Marcatori | 47’, 50’ (rig.), 53’ Martín 78’ Bermúdez 82’ Boquete |

| Arbitro: | Sandra Braz Bastos |

|  |           |                                      |
|  | Marcatori | 77’ A. Scott 81’ Sanderson 85’ Unitt |

| Arbitro: | Caroline De Boeck |

|                                      |           |  |
| Sanderson 16’ Aluko 67’ E. White 90’ | Marcatori |  |

| Arbitro: | Irina Tereshchenko |

|  |           |               |
|  | Marcatori | 22’, 57’ Uraz |

| Arbitro: | Christina Westrum Pedersen |

|             |           |  |
| Chapman 30’ | Marcatori |  |

| Arbitro: | Zuzana Kováčová |

|                                                           |           |            |
| Bermúdez 29’ Martín 31’, 70’ Torrejón 36’ Olabarrieta 40’ | Marcatori | 55’ Elgalp |

| Arbitro: | Irina Turovskaya |

|                                          |           |          |
| Yağ 7’, 41’ Uraz 39’, 61’ Defterli 45+2’ | Marcatori | 49’ Pace |

| Arbitro: | Marte Soro |

|  |           |                                                                       |
|  | Marcatori | 7’ F. White 15’ K. Smith 29’, 82’ F. Williams 56’ Clarke 67’ E. White |

| Arbitro: | Yuliya Medvedeva-Keldyusheva |

|                                                     |           |  |
| Makas 3’, 53’, 68’ Gröbner 10’, 90+1’ Hanschitz 59’ | Marcatori |  |

| Arbitro: | Jenny Palmqvist |

|                         |           |                        |
| Martín 16’ Bermúdez 67’ | Marcatori | 78’ Unitt 88’ F. White |

| Arbitro: | Gordana Kuzmanović |

|                                                 |           |  |
| Burger 8’ Makas 10’ Feiersinger 45’ Gröbner 49’ | Marcatori |  |

| Arbitro: | Knarik Grigoryan |

|                                                                                  |           |  |
| Martín 17’, 47’, 61’, 72’ Ibarra 49’, 80’ Casado 77’ Pace 86’ (aut.) Boquete 90’ | Marcatori |  |

| Arbitro: | Floarea Babadac-Ionescu |

|                                    |           |  |
| Yankey 23’ E. White 62’ Clarke 78’ | Marcatori |  |

| Arbitro: | Kirsi Heikkinen |

|  |           |                                            |
|  | Marcatori | 7’, 30’ K. Smith 40’ A. Scott 80’ E. White |

| Arbitro: | Katalin Kulcsár |

|                             |           |                      |
| Defterli 22’ Yağ 51’ (rig.) | Marcatori | 66’ Burger 82’ Makas |

## Statistiche

### Classifica marcatrici
16 reti
- Adriana Martín (1 rig.)

7 reti
- Sonia Bermúdez

5 reti
- Lisa Makas
- Fara Williams

4 reti
- Jessica Clarke
- Ellen White

- Verónica Boquete

- Yağmur Uraz

3 reti
- Marion Gröbner
- Kelly Smith

- Rachel Unitt
- Faye White

- Ana María Romero
- Cansu Yağ (1 rig.)

2 reti
- Nina Aigner
- Nina Burger

- Lianne Sanderson
- Alex Scott

- Elisabeth Ibarra
- Bilgin Defterli

1 rete
- Laura Feiersinger
- Marlies Hanschitz
- Eniola Aluko
- Katie Chapman

- Emily Westwood
- Rachel Yankey
- Natasha Pace
- Alharilla Casado

- Silvia Meseguer
- Marta Torrejón
- Amaia Olabarrieta
- Eylül Elgalp

1 autorete
- Natasha Pace (a favore della Spagna)